# القدمة (النادرة)

تعديل مصدري - تعديل

القدمة محلة تابعة لقرية الوحيش، التابعة لعزلة الفجرة بمديرية النادرة إحدى مديريات محافظة إب في الجمهورية اليمنية، بلغ تعداد سكانها 112 حسب تعداد اليمن لعام 2004.